# 翠鳳艶曲
《翠鳳艶曲》（英語：Anchors Aweigh）是一部1945年的美國真人動畫歌舞片、奇幻片、喜劇片。由喬治·西德尼執導。法蘭·仙納杜拉、凱瑟琳·格雷森以及金·凱利主演。朱莉·斯泰恩和薩米·卡恩擔任電影配樂的工作。此電影主要講述了兩位水手乘船前往好莱坞休四天假期，去見一位年輕的男孩以及一位有志向的年輕歌手，即男孩的阿姨。之後水手們試圖幫助她在米高梅安排一次試鏡。此外，此電影還囊括凱利與動畫系列劇《貓和老鼠》中的角色傑瑞鼠的舞蹈真人秀。這部電影的主演還包括何塞·伊圖爾比、帕梅拉·布里頓、狄恩·史達威爾以及莎朗·麥克馬努斯。《貓和老鼠》的另一位主角湯姆貓在此電影短暫客串，作爲孤獨的國王傑瑞鼠的僕從。該電影的評價褒貶不一，但在票房方面卻取得了成功。

## 外部鏈接
- 互联网电影数据库（IMDb）上《翠鳳艶曲》的资料（英文）
- TCM电影资料库上《翠鳳艶曲》的资料（英文）
- AllMovie上《翠鳳艶曲》的资料（英文）
- 爛番茄上《翠鳳艶曲》的資料（英文）
- 豆瓣电影上《翠鳳艶曲》的資料 （简体中文）